# Кипчаково (Башкортостан)
Кипчаково (баш. Ҡыпсак) — деревня в Илишевском районе Башкортостана, входит в состав Аккузевского сельсовета.

## Население
| 2002 | 2009 | 2010 |
| ---- | ---- | ---- |
| 148  | →148 | ↘123 |

Национальный состав
Согласно переписи 2002 года, преобладающая национальность — башкиры (96 %).

## Исторические объекты
В 2,5 км к юго- западу от деревни Кипчаково, в урочище 'Хан зираты', на правом берегу р. Сюнь - расположен Кипчаковский 1й могильник пьяноборской археологической культуры, открыт в 1990-м году экспедицией Ф. М. Тагирова. Позднее Кипчаковский 1й могильник был также исследован самарским археологом С. Э. Зубовым.

## Географическое положение
Расстояние до:
- районного центра (Верхнеяркеево): 28 км,
- центра сельсовета (Аккузево): 4 км,
- ближайшей ж/д станции (Буздяк): 135 км.